# Shaolin’s Finest
Shaolin’s Finest – kompilacyjny album amerykańskiego rapera Ghostface Killah członka Wu-Tang Clan wydany 1 sierpnia 2003 roku nakładem wytwórni Epic Records.

## Lista utworów
Informacje o utworach pochodzą ze strony discogs.com
1. Daytona 500
  - Producent: RZA
  - Gościnnie: Cappadonna, Raekwon, The Force M.D.s
2. Poisonous Darts
  - Producent: RZA
3. Camay
  - Producent: RZA
  - Gościnnie: Cappadonna, Raekwon
4. All That I Got Is You (Remix)
  - Gościnnie: Tekitha, Popa Wu
5. Childs Play
  - Producent: RZA
6. One
  - Producent: Ju-Ju
  - Gościnnie: T.M.F.
7. Malcolm
  - Producent: Choo the Specializt
8. Apollo Kids
  - Producent: Hassan
  - Gościnnie: Raekwon
9. Cherchez LaGhost
  - Producent: Carlos Bess
  - Gościnnie: U-God
10. Ghost Showers
  - Producenci: Chris Liggio, Tally Galbreth
11. Never Be The Same Again
  - Producenci: Lilz, PLX
  - Gościnnie: Carl Thomas, Raekwon
12. Strawberry (Strawberry Fields)
  - Producent: Mathematics
  - Gościnnie: Killa Sin